# HMS Zulu (F18)
HMS Zulu (L18/F18)  là một tàu khu trục lớp Tribal được chế tạo cho Hải quân Hoàng gia Anh Quốc trước Chiến tranh Thế giới thứ hai. Nó đã phục vụ trong Thế Chiến II cho đến khi bị máy bay của Hải quân Ý đánh chìm sau cuộc đột kích đến Tobruk vào ngày 14 tháng 9 năm 1942.

## Thiết kế và chế tạo
Zulu được đặt hàng cho xưởng tàu của hãng Alexander Stephen and Sons ở Glasgow, Scotland trong Chương trình Chế tạo Hải quân 1935. Nó được đặt lườn vào ngày 10 tháng 8 năm 1936, được hạ thủy vào ngày 23 tháng 9 năm 1937, và được nhập biên chế vào ngày 7 tháng 9 năm 1938.

## Lịch sử hoạt động
Vào ngày 4 tháng 8 năm 1942, Zulu cùng với Sikh, Croome và Tetcott đã đánh chìm tàu ngầm U-boat Đức U-372 ngoài khơi Haifa.
Vào ngày 14 tháng 9 năm 1942, tàu tuần dương hạng nhẹ Coventry, Zulu và Sikh tham gia vào Chiến dịch Agreement, một cuộc đổ bộ lực lượng đột kích comandos lên Tobruk do phe Trục chiếm giữ. Pháo phòng thủ duyên hải đối phương đã bắn trúng Sikh và nó bắt đầu chìm. Hạm trưởng của Zulu, Trung tá Hải quân Richard Taylor White, đã cơ động con tàu để né tránh đồng thời tìm cách cứu hộ con tàu chị em, nối được một dây cáp và tìm cách kéo Sikh ra khỏi vùng nguy hiểm. Sikh cuối cùng bị đắm, nhưng Zulu cứu vớt được một số người sống sót. Coventry cũng bị hư hại do không kích bởi máy bay ném bom bổ nhào Junkers Ju 87, và buộc phải bỏ lại khi bị Zulu đánh đắm. Sau cùng Zulu trúng bom ném từ những máy bay tiêm kích Macchi C.200 Saetta của Không quân Ý (Regia Aeronautica), và đắm ở tọa độ 32°0′B 28°56′Đ / 32°B 28,933°Đ vào ngày hôm sau.